# Betazoidok
A betazoidok egy faj a Star Trek-univerzumban. A Föderáció Betazed nevű bolygójáról származnak.
A betazoidok békés faj, amelynek egyedei magas fokú telepatikus képességgel rendelkeznek. Egymással általában telepatikus úton kommunikálnak, és nem szavakkal. A legtöbb képesség a kamaszkorban fejlődik ki, de néhány telepatikus képességük komoly mentális problémákat okozhat, mivel nem képesek kiszűrni más emberek gondolatait. Ez egy fejlett telepatikus képességekkel rendelkező betazoidnál különlegesen fontos.
Külsőleg a betazoidok teljesen humanoidok, és szinte minden tekintetben megkülönböztethetetlenek az emberektől. Egyetlen apró különbség, hogy az íriszük szinte teljesen fekete. Képesek szaporodni az emberekkel, habár ez néha a gyermek telepatikus képességeinek csökkenésével jár, például Deanna Troi parancsnok – a Star Trekben elsőként felbukkanó betazoid, valójában félvér – csak az empatikus megnyilvánulásokat tudja érzékelni. A betazoidok képtelenek olvasni a ferengik, a breenek, az ullianok és a dopterániok agyában, mert ezeknek a fajuknak különleges az agyszerkezetük, de néhány félbetazoid képes érzékelni ezen fajok érzelmeit.
A betazoidok telepatikus és empatikus képességei szigorú irányítást és figyelmet igényelnek. Az érettebb betazoidoknál bizonyos orvosi állapotok – például a Zanthi-láz – az irányítás elvesztését is okozhatják, és a betazoid érzelmei kisugározódhatnak a környezetében lévő emberekre, amely komolyan befolyásolhatja őket. Troi nagykövet a Deep Space Nine űrállomás fedélzetén a láz hatása alatt volt, amikor kisugározta az érzelmeit azokra, akikkel közelebbi kapcsolatba került. Még a legfegyelmezettebb betazoidnak is sok lehet az, ha több ezer ember érzelmeit érzi, ekkor mentális akadályt kell helyezni a betazoid és a külső forrás közé.

## Társadalom és kultúra
A betazoid társadalom több formális és bonyolult tradícióhoz és ceremóniához ragaszkodik, mint a legtöbb kultúra ezen a fejlettségi szinten. Egyes rituálék gyakran először nyugtalanná teszik a konzervatívabb föderációs külvilágit. Az egyik ilyen említésre méltó ceremónia az esküvői szertartás, amelyen nem viselnek ruhát. Habár a betazoid társadalmon belül nincsen nemi megkülönböztetés, mégis a nők birtokolják a legtöbb hivatalos pozíciót. 

## Történelem
A betazoid a békeszerető filozófusok faja. Ritkán használnak fegyvert vagy bármilyen védelmi rendszert. A bolygó védelmi rendszere eléggé elavultnak bizonyult a Domínium-háborúban, és a bolygó 2374-ben elesett.

## Híres betazoidok
- Deanna Troi parancsnok (Marina Sirtis)
- Lwaxana Troi nagykövet, Deanna anyja (Majel Barrett)
- Lon Suder (Brad Dourif)